# Enrique IV de Baden-Hachberg
Enrique IV, margrave de Baden-Hachberg (m. en 1369) fue margrave de Baden-Hachberg y señor de Kenzingen desde 1330 hasta 1369.

## Biografía
Enrique IV era hijo de Enrique III de Baden-Hachberg y de Inés de Hohenberg (m. en 1310).
Adquirió en 1344 a la abadía de Andlau sus derechos y posesiones en Sexau. En 1352, Enrique obtuvo de su cuñado Federico de Üsenberg la parte inferior del señorío de Üsenberg con Kenzingen y Kirnburg, que se hallaba en el ducado de Austria. La casa de Habsburgo aumentó después de la muerte de Federico de Üsenberg los rendimientos del señorío de Kenzingen. Rodolfo IV de Austria emprendió en 1358 un juicio contra Enrique, que le dio derechos sobre Kenzingen y Kirnburg. Enrique continuó a pesar de todo gobernando Kenzingen hasta 1365, año en que otro juicio se falló contra él y le condenó al ostracismo en el Imperio.

### Matrimonio y descendencia
Enrique se casó con Inés de Üsenberg; tuvieron cuatro hijos:
- Otón I, que le sucedería como margrave de Baden-Hachberg
- Juan, que gobernó en Baden-Hachberg junto con Hesso, tras la muerte de Otón;
- Hesso;
- Cunegunda.